# 公园大道277号
公园大道277号（英語：277 Park Avenue）是位于纽约市曼哈顿中城的一栋办公建筑。它位于公园大道东侧，介于47街、48街之间；高687英尺（209），共50层。
该大楼目前部分为摩根大通投资银行、商业银行和其他企业职能的办公地。摩根大通在2008年接手贝尔斯登后，大部分投资银行职员搬往麦迪逊大道383号，已减少在中城租用的办公空间。